# Inhaltsabhängige Bildverzerrung

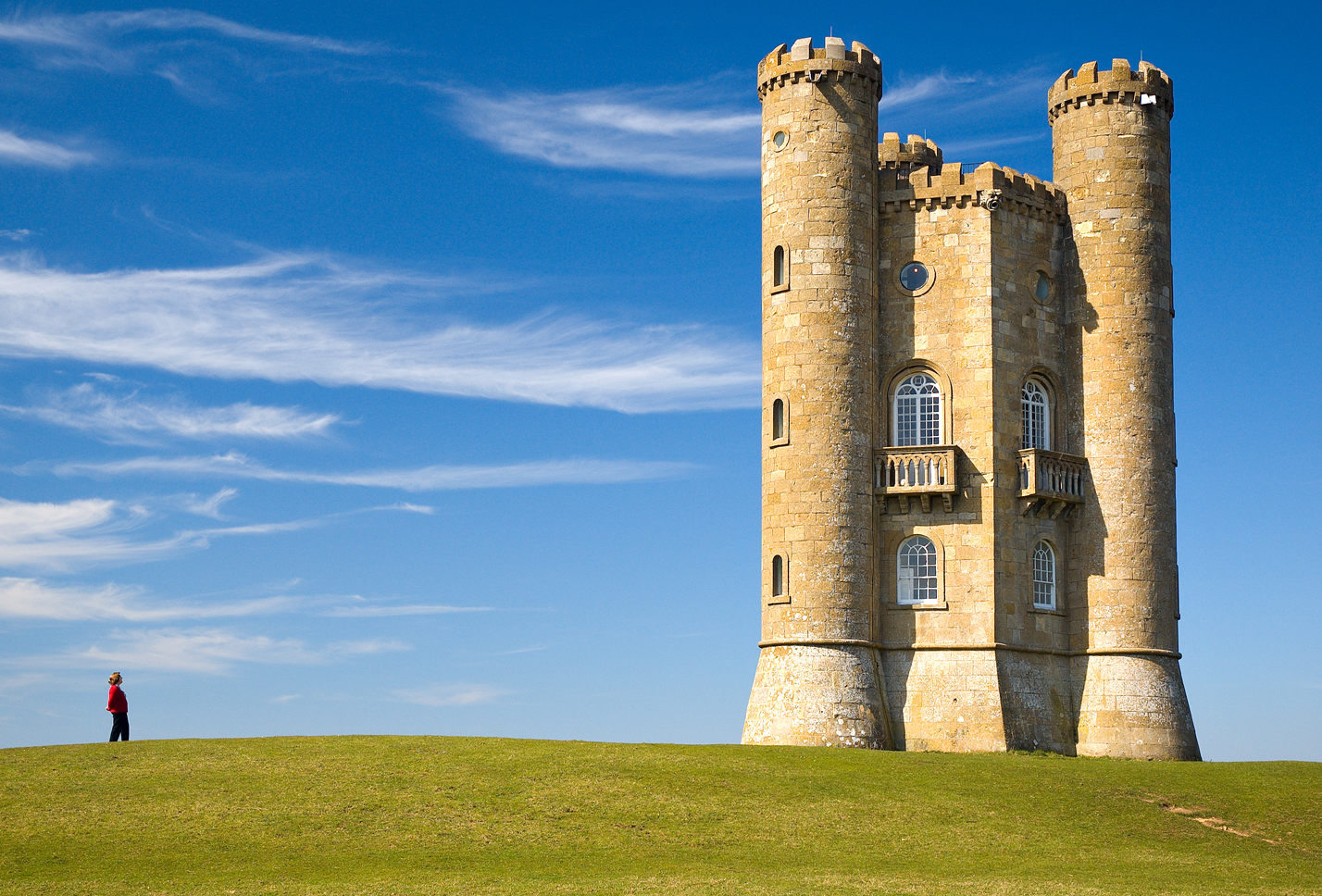
Ausgangsbild

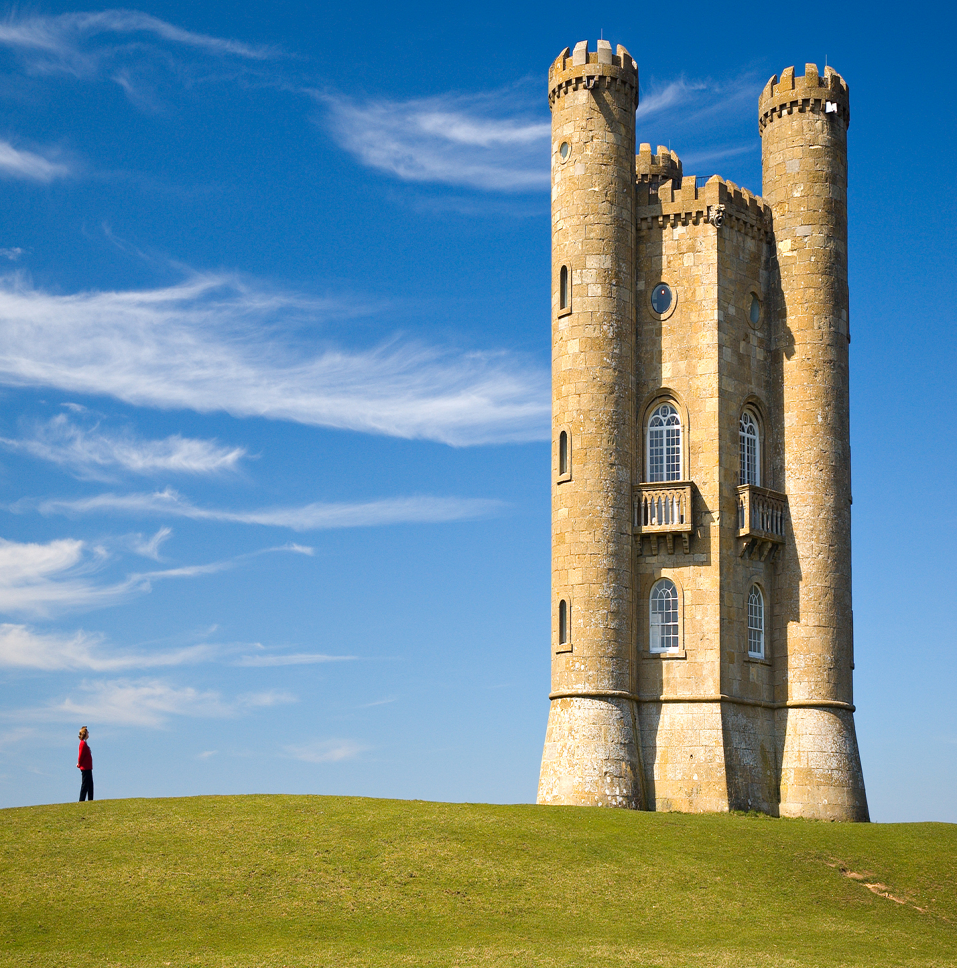
Selbes Bild mit Stauchung durch Skalierung...

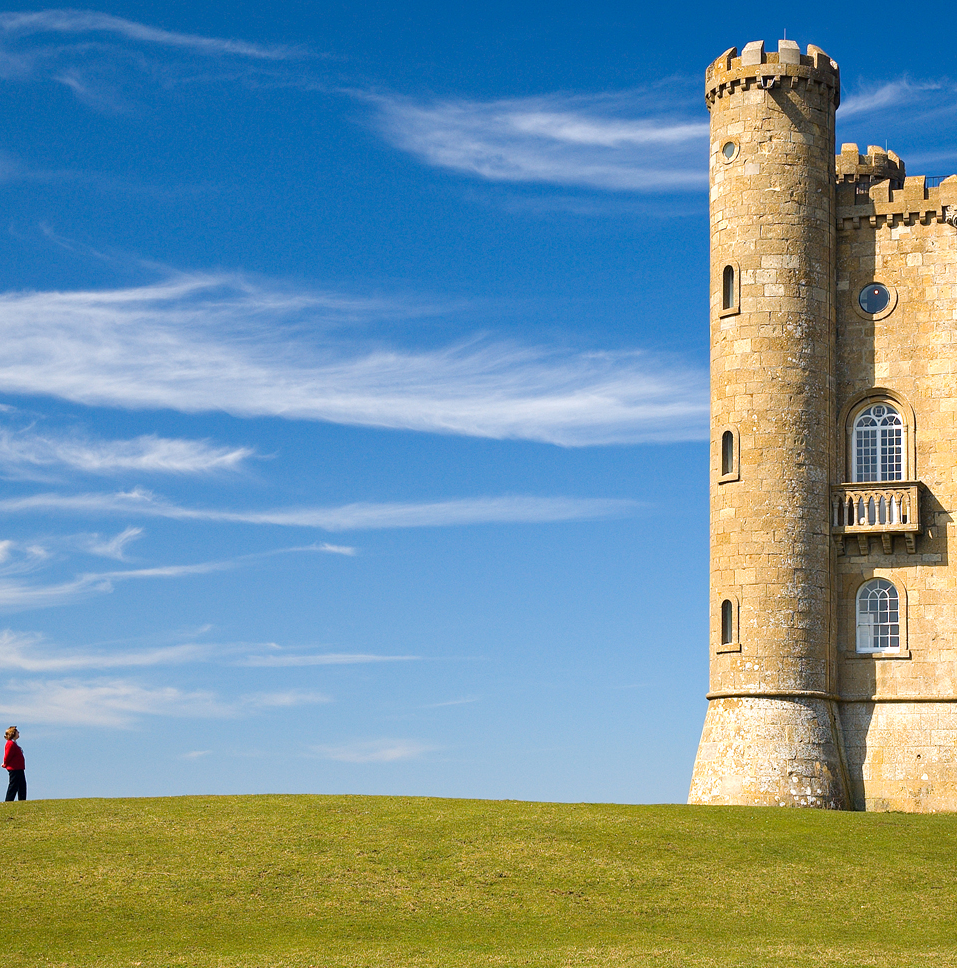
...Beschnitt...

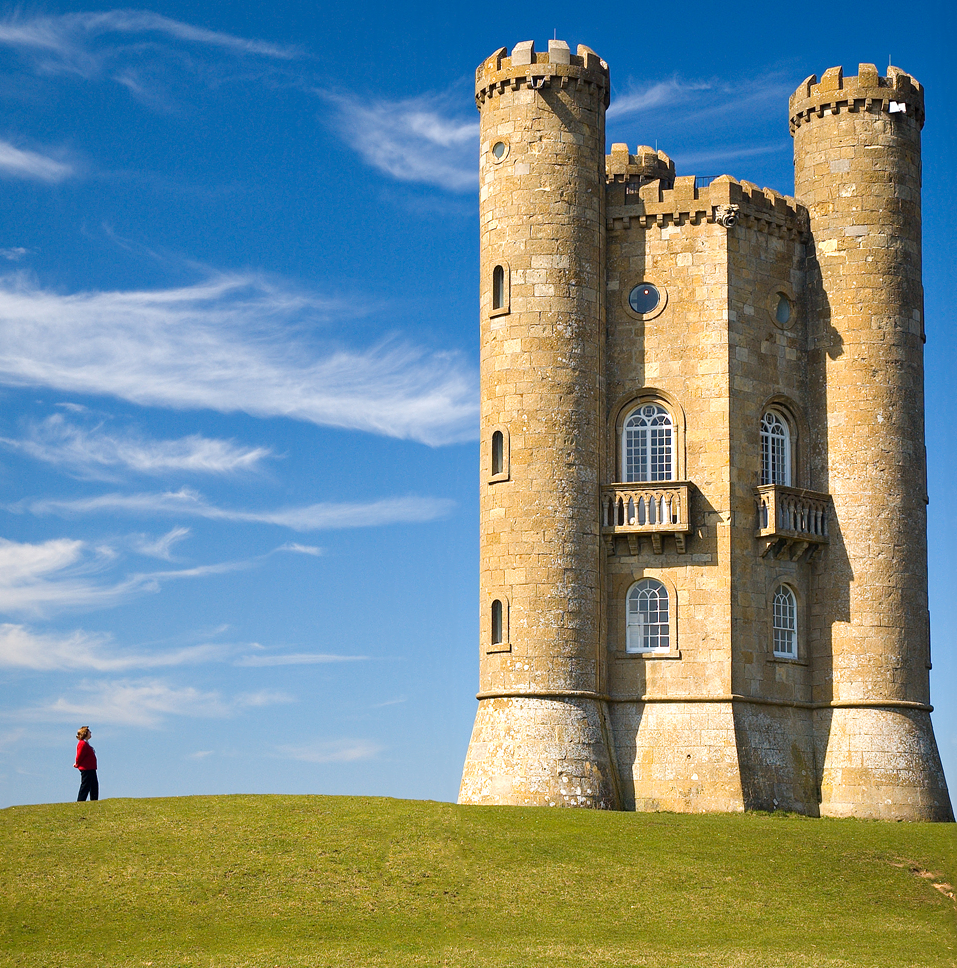
...und Seam Carving

Inhaltsabhängige Bildverzerrung (auch bekannt als intelligente, bild- oder inhaltsabhängige Photo- oder Bildverzerrung oder Bildskalierung, im Englischen als Seam carving, Retargeting, Content Aware Image Resizing – CAIR, Content Aware Scaling, Liquid Resizing oder Liquid Rescaling) ist ein patentiertes Verfahren zur Verzerrung des Seitenverhältnisses von Bildern unter Schonung von Proportionen und Formen relevanter Bildinhalte und dadurch mit möglichst geringen wahrgenommenen Verzerrungen. Es wurde ursprünglich von Shai Avidan vom Mitsubishi Electric Research Labs (MERL) und Ariel Shamir (Interdisciplinary Center und MERL) auf der SIGGRAPH 2007 vorgestellt.
Der Algorithmus erstellt eine Entbehrlichkeitswertung für alle Bereiche/Pixel des Bildes und sucht anhand dieser dann Pfade möglichst unwichtiger Pixel, die quer zur Stauchungs- oder Streckungsrichtung verlaufen und fügt an diesen Fugen (englisch seams, → seam carving) Pixel ein oder entfernt welche.
Unterschiedliche Varianten des Grundalgorithmus unterscheiden sich in der Regel in den Strategien zur Erstellung der Entbehrlichkeitswertung, was für bewegte Bilder besonders anspruchsvoll ist.
Im ursprünglichen, einfachsten Fall geschieht dies nur anhand der Größe von Tonwertunterschieden zwischen benachbarten Pixeln (Energie). Für diese Gewichtung bietet sich die Möglichkeit des menschlichen Eingriffes in die Automatik an und ist bei vielen Implementierungen möglich. Damit können beispielsweise auch ganze Objekte zur kompletten Entfernung markiert werden.
Adobe Inc. erwarb von den MERL eine einfache Nutzungslizenz für das Verfahren und implementierte es in Photoshop CS4 (Funktion „Content Aware Scaling“).
Auch andere populäre Grafiksoftware wie GIMP, digiKam und ImageMagick bieten Implementierungen der Technik.

## Verbesserungen und Erweiterungen
- Bessere Energiefunktion und Anwendung auf bewegte Bilder (Video)[6][7]
- Kombination mit Beschnitt und Skalierung[8]